# I. e. 428
Évszázadok: i. e. 6. század – i. e. 5. század – i. e. 4. század
Évtizedek: i. e. 470-es évek – i. e. 460-as évek – i. e. 450-es évek – i. e. 440-es évek – i. e. 430-as évek – i. e. 420-as évek – i. e. 410-es évek – i. e. 400-as évek – i. e. 390-es évek – i. e. 380-as évek – i. e. 370-es évek
Évek: i. e. 433 – i. e. 432 – i. e. 431 – i. e. 430 –  i. e. 429 – i. e. 428 – i. e. 427 – i. e. 426 – i. e. 425 – i. e. 424 – i. e. 423

## Események

### Görögország
- A peloponnészoszi háborúban Plataia ostroma (i.e. 429-i.e 427) folyt. Az év telén az ostromlottak kifogytak az élelemből. Egy viharos, holdtalan éjszakán kétszázan kiszöktek a városból, és Athénba menekültek.
- március-április: az athéni Dionüszia fesztiválon először mutatják be Euripidész Hippolütosz c. tragédiáját, amely elnyeri az első díjat.
- Június vége: Leszbosz szigetének legnagyobb városa, Mütiléné fellázadt az athéni uralom ellen és követséget küldött Spártába, kérve csatlakozását a Peloponnészoszi Szövetséghez. Az athéniak negyven hajót küldtek Mütiléné ostromára, mire a spártaiak flottaparancsnoka, Alkidasz nauarkhosz szintén negyven hajóból álló flottát küldött az ostromlottak segítségére, de mire megérkeztek, a felkelést az athéniak leverték. Az athéniak több mint ezer helyi lakost kivégeztek és a következő évben 2700 athéni polgár telepest küldtek a szigetre. Az ióniaiak biztatása ellenére Alkidasz nem támadta meg az athéniakat közvetlenül, hanem Küllénébe irányította a flottáját, ahol kiegészítette erőit, majd Korfura hajózott, ahol szintén Athén-ellenes felkelés tört ki korábban. Alkidasz és Braszidasz legyőzte a korfui hajóhadat, de amikor hírét vették, hogy hatvan hajóból álló athéni flotta indult ellenük, inkább visszavonultak.
- Nyár: a spártaiak II. Arkhidamosz vezetésével egymás után a harmadik hadjáratot vezetik Attika meghódítására. Az athéniak száz hajóból álló flottát küldenek a Korinthoszi-földszoroshoz. Athénnek ebben az évben Diotimosz marad az arkhónja (i.e. 431-27), Hagnón pedig a sztratégosza.
- Athénban tovább pusztít az attikai járvány.
- A 88. olimpiai játékokon Dorieosz, Rhodoszi Diagorász fia másodszor is nyer pankrációban és így ismét elnyeri a periodonikész címet. A stadionfutást a messzénei Szümmakhosz nyeri.

### Itália
- Cumae görög kolóniát elfoglalják a szamniszok, akik így uralmuk alá hajtják a Campaniai-síkságot.
- November 27.: Rómában megkezdődik Aulus Cornelius Cossus és Titus Quinctius Pennus Cincinnatus consulsága, utóbbit másodszor választják meg erre a tisztségre.

## Születések
- (vagy i.e. 427-ben) Platón, görög filozófus
- Arkhütasz, görög matematikus, filozófus, politikus, hadvezér, csillagász († i.e. 347.)

## Halálozások
- Anaxagorasz, görög filozófus (született i.e. 500 körül)
- Phormion, athéni sztratégosz
- (vagy i.e. 437-ben) Lars Tolumnius, Veii királya, elesett a rómaiak elleni csatában

## Fordítás
- Ez a szócikk részben vagy egészben  a(z)   428 v. Chr. című német Wikipédia-szócikk ezen változatának fordításán alapul.  Az eredeti cikk szerkesztőit annak laptörténete sorolja fel. Ez a jelzés csupán a megfogalmazás eredetét és a szerzői jogokat jelzi, nem szolgál a cikkben szereplő információk forrásmegjelöléseként.